# Pepe Villa
José Villa Pérez (Zapotiltic, Jalisco) 26 de mayo de 1915-Ciudad de México, 24 de julio de 1986), conocido como Pepe Villa, fue un artista musical mexicano. Su agrupación, el Mariachi México de Pepe Villa, estandarizó en los años 50 el uso de doble trompeta en la música de mariachi moderno al integrar en sus filas al músico Miguel Martínez Domínguez.

## Biografía
Desde los 8 años se desempeñó en las labores del campo ayudando a su padre, Don Melesio Villa, y a su hermano mayor, Ernesto Villa. Su padre, quien tocaba un poco la guitarra, lo conduce en sus primeros pasos hacia la música comprándole, a Pepe una vihuela y a Ernesto un arpa, es así como comienzan los hermanos Villa a desarrollar su gusto por la música.
En el año de 1935, a la edad de 20 años Pepe Villa emigró a la Ciudad de México y al poco tiempo de haber llegado a la capital conoce al músico Valentín Rojas quien lo invita a formar parte de un grupo musical que se dedica a interpretar música mexicana de moda de aquella época, tocando en cantinas, vía pública y en el entonces famoso Tenampa del barrio de Garibaldi.
Posteriormente, su hermano Ernesto Villa, quien ya formaba parte del Mariachi Vargas de Tecalitlán lo anima a que se integre a este grupo tocando la vihuela. Aceptando la propuesta en breve tiempo Pepe Villa logra ser un elemento muy importante de este mariachi.
Formó parte también del “Mariachi Pulido” del cual logró ser su representante y a partir de aquí es donde logra madurar sus conceptos musicales, por lo que decide reorganizar al grupo y crear a partir del 2 de febrero de 1953 al Mariachi México de Pepe Villa.
Pepe Villa dio un cambio a lo que habitualmente se venía escuchando en este género y logró incluir en el mariachi una trompeta adicional, interpretada por el músico Miguel Martínez. Esto tuvo una amplia aceptación y fue adoptado como un estándar por todos los grupos de mariachi que hasta hoy existen.
Ya con esta modalidad el «Mariachi México» de Pepe Villa grabó una serie de discos sencillos y piezas instrumentales de las que se vendieron un número insólito de copias, motivo por el cual se hizo merecedor de un “Disco de Oro” por parte de su compañía discográfica Discos Musart.
El "Mariachi México de Pepe Villa Participó en más de 100 películas, destacando entre estas: Dos tipos de cuidado, Al diablo con las mujeres, Cuando lloran los valientes, Islas Marías, Camelia, Bonitas tapatías, Grítenme piedras del campo, Así es mi México, Camino de Guanajuato, El rapto, Cielito lindo, Los cuatro Juanes, Lucio Vázquez, Los forajidos, Las tres pelonas, Los tres bohemios, y muchas más. Acompañó a los más grandes artistas de la música mexicana en presentaciones y grabaciones como Lola Beltrán, Jorge Negrete, José Alfredo Jiménez, Luis Aguilar, Felipe Arriaga, Tito Guizar, Amalia Mendoza, Juana Mendoza, Tomas Méndez,Cornelio Reyna, Tintán, Libertad Lamarque, Flor Silvestre, Antonio Aguilar, Vicente Fernández, Pedro Fernández, Juan Valentín y Federico Villa, entre otros. 
Inauguró los juegos olímpicos en 1968 y tocó en el mundial de futbol de 1970 para el destacado jugador Pelé.
Pepe Villa logró con su Mariachi México estar presente en los más destacados programas de radio y televisión de México y tener en su existencia más de 135 discos que incluyen sones, polcas, pasodobles, danzones, valses, cumbias, boleros, rancheras, instrumentales y hasta música de los Beatles. Con respecto a composiciones Pepe Villa compuso dos canciones muy destacadas, El son del Cuervo y El Forastero.
Pepe Villa murió en la Ciudad de México víctima de un ataque cardíaco el 24 de julio de 1986 a la edad de 71 años. Actualmente el Mariachi sigue su trayectoria artística bajo la dirección de Pepe Villa Jr. su hijo, a partir de ahí el Mariachi ha participado en festivales en el extranjero, Viva el Mariachi en Fresno California, Festival de las Vegas, Festival de Albuquerquer, Festival San José California, Festival del Mariachi en la Ciudad e Morelia y  en la Ciudad de México tocó en el Instituto Politécnico con la Orquesta Sinfónica del mismo, ha acompañado al gran tenor Mauro Calderon.
En el 2003 tocó en la Suite Jalisciense del Maestro Manuel Esperon en el Palacio de Bellas Artes, en el 2012  La Raspa fue parte de la película que interpretó Mel Gibson Get the Gringo.

## Premios y reconocimientos
- El Disco de oro de las Voyager, contenido en las sondas Voyager lanzadas por la NASA al espacio en el año 1977 incluye la melodía «El Cascabel» interpretada por el Mariachi México de Pepe Villa.

Disco de Oro ( Peerlees)
Disco de Oro (CBS)
Disco de Oro (Polygram)
Música Latina Academia de Periodistas 
Medalla de Oro, Honduras 
Micrófono de Oro academia de Locutores
Sol de Oro TV ídolos
La Lira de Oro S.U.T.M.
Trofeo Festival Ranchero 